# Cheiridium saharicum
Cheiridium saharicum är en spindeldjursart som beskrevs av Beier 1965. Cheiridium saharicum ingår i släktet Cheiridium och familjen dvärgklokrypare. Inga underarter finns listade i Catalogue of Life.